# 권은희 (1974년)
권은희(權垠希, 1974년 2월 15일~)는 대한민국의 경찰 출신 정치인 겸 변호사로 제19·20·21대 국회의원이다.
2001년에 제43회 사법시험에 합격하였다. 사법연수원 33기 수료 후 2004년 변호사 개업을 했다. 1년 뒤 변호사 사임계를 내고, 경정 특별 채용되어 2014년 6월까지 경찰공무원으로서 활동하였다. 이후 7·30 재보궐 선거를 통해 대한민국 제19대 국회의원이 되었다. 2015년 12월 7일을 기하여 새정치민주연합 당원 지위를 사실상 기권하고 2015년 12월 28일, 새정치민주연합을 탈당하였다.

## 생애
1997년 전남대학교 법학과를 나온 후 2001년 제43회 사법시험에 합격하였다. 사법연수원 33기 수료 후 2004년 1년간 충청북도 청주에서 변호사 생활을 하다가 참여정부 양성평등 채용확대 정책도입에 따른 2005년 경정(경찰서 과장급) 특별 채용에 응시해 여성 최초로 합격하였다. 이후 경기도 용인경찰서, 서울 서초경찰서, 서울 수서경찰서, 서울 송파경찰서 등에서 경찰공무원 생활을 하였다.

변호사 대신 경찰의 길을 택한 데에는 ‘현장에 답이 있다’는 신념이 작용했는데, 변호사로서 한 형사 사건의 피의자를 변호하게 되었을 때 중립적인 자세로 사건의 실체에만 관심을 두는 한 경찰의 모습을 보았고 이를 통해 기록이 아닌 현장에서 사건의 실체를 좇는 '경찰'이라는 직업의 가치를 느꼈다. 경찰공무원이 된 후 서울 지역 경찰서 최초로 여성 수사과장이 되었다.
대한민국 제18대 대통령 선거를 8일 앞둔 시점인 2012년 12월 11일에 '국정원의 대선 개입 사건'이 발생하였고 당시 수서경찰서 수사과장으로 수사를 담당했다. 대한민국 제18대 대통령 선거 이후 국정원 국정조사 청문회가 열렸고 청문회에 출석하여 서울경찰청장 김용판으로부터 수사 외압을 받은 바 있음을 밝혀 주목받았으나 애초에 "서울경찰청에서 수서경찰서로 송부한 자료 중 ID와 닉네임이 없었다" 고 한 권은희 의원의 진술은 사실이 아님에도 공소장에 적시되었고 나중에 1심 재판 막바지에 실제 전달된 사실이 공소장에 변경되어 이에 대한 위증에 대한 의문점이 있어 철저한 수사가 이루어질수 있도록 요구되고 있다.
2014년 6월 30일 수사과장 직을 사임했으며 앞으로 시민사회활동과 변호사 활동을 할 계획이라고 밝혔으나 한 달도 안되어 "7·30 재보선 출마 고려 안해" 라며 정치 안한겠다는 말을 바꾸고 7·30 재보궐 선거를 앞두고 2014년 7월 9일에 새정치민주연합으로부터 전략공천을 받아 광주 광산구 을 대한민국 제19대 국회의원이 되었다. 이에 각계 각층의 정치 관계자들을 포함하여 당내에서도 반발이 있었으며 권은희가 공천을 받은것은 보은의 성격으로 내부고발에 대한 순수성과 그 대의가 의심스럽다고 하였다. 이후 권은희는 댓글수사와 관련하여 모해위증죄로 기소되어 재판을 받게된다. 2014년 10월, 내부고발자 장진수를 입법보조원으로 임용하였다.
손학규 당대표 시절 바른미래당의 당권파·비당권파 분쟁에서는 안철수계 비당권파에 속했고, 비당권파에 속하는 유승민이 주도하는 '변화와 혁신' 모임에 참여했다. 변화와 혁신에서 바른미래당을 나와 신당 창당 작업에 들어가자, 유승민계 의원 8명과 함께 12월 8일 중앙당 발기인 대회에 발기인으로 참여했으며, 당명에 중도의 의미를 반영하기 위해 '새로운'을 넣도록 제안하기도 했다. 그러나 안철수가 신당 창당에 부정적인 움직임을 보이자 미국으로 가 설득하려 했으나 12월 중에 안철수 대표가 직접 의견을 내겠다고 하여 방문은 보류했고, 12월 12일 당명을 발표하는 회의에도 불참하고 이후 발표되는 당직 명단에도 전혀 이름이 올라오지 않는 등 등 새로운보수당에 더 관여하지 않고 관망하는 자세를 취하고 있다.
이후 안철수가 창당한 국민의당으로 합류했다. 21대 총선을 앞두고 국민의당에서 비례대표로 출마를 하였으며 비례 순번 3번을 받았다. 21대 총선에서 당선권에 들면서 국회의원 3선에 성공했다.

## 논란

### 위증교사의혹
2004년 권은희는 흉기로 아내를 상습 폭행한 혐의로 기소된 피고인의 변호를 맡았다. 그러나 피해자인 아내가 법정에서 검찰 진술을 뒤집는 증언을 했다. 법정 진술 번복으로 위증 혐의 조사를 받게 된 피해자는 검찰에서 "(남편의) 변호사가 시키는 대로 말했다"라고 진술했다. 위증 혐의가 불거진뒤 권은희는 변호인 사임계를 내고, 위증을 한 아내는 벌금 100만원의 약식 기소에 처해졌다.
당시 검찰에서는 피해자에게 위증을 유도한 것은 조력권의 범위를 벗어나는 일로 처벌가능 하다는 의견이 있었다.
위증교사 논란에 대해 권은희는 “검찰이 내사한 사실이 없다는 확인서를 2005년에 받았다”고 해명하고 있다. 이에 대해 검찰 관계자는 “정보공개 청구가 들어와 권 후보에 대해 내사 사건번호를 매겨 놓은 게 없다고 답을 준 것”이라고 밝혔다.

### 댓글수사 관련 위증 여부
대한민국 국가정보원 여론 조작 사건과 관련하여 권은희는 '김용판' 전 서울지방경찰청장의 외압 의혹과 관련해 쟁점은 김용판이 국정원 여직원에 대한 압수·수색영장 신청 보류지시를 하였는지 여부”, ii) “디지털증거분석이 서울청에서 이루어지게 하고, 그 과정에서 국정원 여직원을 개입시킴으로써 사건을 은폐하려 하였는지 여부” iii) “분석범위를 제한함과 동시에 디지털증거분석 과정에 수서서를 배제함으로써 사건을 은폐하려 하였는지 여부”, iv) “김용판이 수기보고를 받아가며 사건을 은폐하려 하였는지 여부”, v) “2012. 12. 16. 밤에 전격적으로 허위의 증거분석결과를 바탕으로 한 중간수사결과 발표를 함으로써 사건을 은폐하려 하였는지 여부”, vi) “디지털증거분석이 끝나고도 분석결과물을 수서서에 지연 송배함으로써 수서서의 수사를 방해하였는지 여부” ,이다.
모든 쟁점에 관하여 권은희의 진술은 “객관적 사실관계에 명백히 배치되는 부분이 많아 신빙성이 현저히 떨어진다”고 배척되었고, 권은희의 진술과 반대되는 다른 경찰관들의 진술에 대하여는“그 내용이 대체적으로 서로의 진술 및 객관적 사실관계에 부합하며, 특히 수서서의 다른 직원들 또한 일치하여 진술하고 있다”, “직급과 경찰 내부에서의 위치 및 개인적 성향 등 이해관계가 서로 다른 모든 경찰관들이 상당한 시차를 두고 검찰에서 수사를 받고 법원에서 증언을 하면서, 서로 모의하여 진술내용을 허위로 맞추었을 것이라고는 도저히 보이지 않는다”는 취지의 1심 판결이 내려졌다.
일례로, 권은희는 국정조사 때부터 1심 증인신문에 이르기까지 “서울청이 2018. 12. 18. 분석결과물인 하드디스크를 1차로 송부할 당시 본격적인 수사 진행에 필요한 ID와 닉네임 40개를 넘겨주지 않음으로써 수서서의 수사를 방해하였다”고 주장하여 왔다. 그런데 1심 증인신문 당시 ‘수서서가 교부받았다는 확인 서명이 있는,“추출된 ID, 닉네임 목록”이라고 겉면에 쓰여지기까지 한 하드디스크’ 사진이 제시되자, 권은희는 당황하여 이에 대한 반박을 전혀 내놓지 못하였다. 위와 같은 권은희의 증인신문이 있은 후 그제서야 검찰은 “제때 ID와 닉네임 40개를 넘겨주지 않는 방법으로 수사를 방해하였다”는 취지 대신 “현저히 확인, 분석이 곤란한 상태의 자료만을 넘겨주는 방법으로 수사를 방해하였다”는 취지로 공소장을 변경하였다. 그러나 이에 대하여도 1심 법원은 “위 하드디스크의 겉면만 보아도 ID와 닉네임이 송부되었다는 사실은 쉽게 알 수 있는 것인데, 검사가 무엇을 근거로 1차 송부된 하드디스크에 아이디와 닉네임이 저장되어 있지 않았다고 판단하여 공소를 제기했던 것인지 의문이다. 특정인의 진술만을 지나치게 믿은 나머지 최소한의 객관적인 사실 확인조차 하지 않고 공소를 제기한 것은 아닌지 의문이 아닐 수 없다”며 검찰의 주장을 배척하였다.
결국 1심 법원은 “김용판이 수사를 방해하였다거나, 허위의 중간수사 결과 발표를 시켰다는 범죄의 증명이 없다”며, “검사의 주장과 논리가 우연적이고 지엽적인 사실의 조각들로 성글게 엮어 그 안에 여러 불일치, 모순, 의문이 있음에도 피고인에 대한 불신과 의혹을 전제로 피고인의 변소를 뒷받침하는 다수의 증거를 무시하는 것은 무죄추정의 원칙이 우리 법원에 허여하는 바가 아니다”라고 꼬집었다. 그리하여 1심 법원은 김용판에게 전부 무죄를 선고하였다.
오마이뉴스에 따르면, 권은희 의원은 댓글사건과 관련하여 "서울경찰청에서 수서경찰서로 송부한 자료 중 ID와 닉네임이 없었다" 고 진술하였고 이를 믿은 검찰은 기소하였으나 이것이 사실이 아님을 나중에 알게 된 검찰은 재판 중에 서울경찰청이 ID와 닉네임을 수서서로 전달한 것으로 파악되어 검찰은 1심 재판 막바지에서 이를 철회하고 뒤늦게 전달했다는 식으로 공소장을 변경했다. 사건 발생당시 수서경찰서 수사과장으로 근무하던 권 의원은 당시 경찰 고위간부가 부당한 압력을 행사해 수사 은폐·축소를 시도했다고 주장했으나 권 의원의 모해위증죄 재판 관련, 1심에 이어 2심마저 명백히 확인된 위증사실을 당시 검사는 공소장에 적시하지 않은 것이다. 정황상 검찰이 고의누락시킬수 있는 바 이를 누락한 담당 검사의 직무유기가 있었는지 압력을 가한 상급자가 있어는지 철저히 수사가 이루어져야 한다고 했다.
모해위증재판과 관련하여 서울고법은 무죄를 판결하였고 검사는 다시 대법원에 상고하지 않았는데 이는 매우 드문 케이스라고 한다. 특히 서울고법 재판에서 권은희의 증언이 "피고인 입장에서 주관적으로 인식한 내용을 증언했을 가능성이 있다"고 판단하였는데 이 재판 결과만 보아도 본인이 객관적인 사실과 매우 배치되지만 단지 주관적으로 인식하였다라는 것을 알 수 있다. 또한, 김용판 전 서울경찰청장의 1심 무죄 판결 이후 경찰서에서 기자회견을 열어 "김용판 전 청장 무죄 예상치 못한 충격적 재판 결과”라는 입장을 표명했다.
권은희는 "저의 진술과 다른 수사 담당자들의 진술이 배치된다는 점은 조직 내부에서 일어난 행위에 대한 전형적인 특성" 이라고 하였다. 경찰 내부에서의 위치 및 개인적 성향 등 이해관계가 서로 다른 17명의 모든 경찰관들이 상당한 시차를 두고 검찰에서 수사를 받고 법원에서 증언한 진술이 권은희의 진술이 달랐다는 것이 쟁점이다.

### 논문 표절 여부
2013년 12월 4일 변희재가 운영하는 미디어워치 산하 연구진실성검증센터는 권은희가 2013년 2월 연세대학교 법대에 제출한 논문 '사기범죄의 성립범위:기망행위와 약속 불이행을 중심으로'에 대해 "이세화 박사, 안경옥 박사, 예세민 검사 등의 논문에 있는 단락과 문장을 그대로 베껴와 짜깁기하는 식으로 석사 논문을 작성했다고 주장했다. 조금씩 손질하고, 일부 용어를 다른 표현으로 바꾸는 정도에 불과했을 뿐, 이재명 성남시장의 표절 케이스와 마찬가지로 단락째, 페이지째 통으로 베끼는 표절 양상이었다"고 주장했다. 동아일보는 해당 논문을 입수해 표절 의혹이 제기된 논문 5개 39군데와 비교 분석하여 4개 논문 34군데에 대해서는 다른 논문을 인용했다는 각주 표시를 해뒀으나 1개 논문(<허위·과장 광고와 사기죄>, 이석배 - 당시 경남대 법학부 현 단국대 법학과 교수, 2008) 5군데의 내용은 각주를 달지 않은 것으로 확인했다.
이에 대해 권은희는 "처음 논문을 작성할 때는 이 교수의 논문을 인용했다는 의미로 각주 표시를 달았다가 중간 검토 과정에서 각주를 빼고 본문 내용으로 바꿨던 기억이 난다. 논문을 최종 제출하기 전에 각주가 빠진 부분을 세심히 살피지 못했던 것 같다"고 해명했다.
이후 연세대학교 연구윤리진실성위원회는 주간미디어워치 앞으로 보낸 공문을 통해 "해당 부분(인용출처 표기 누락 및 인용방식 오류)은 관련학계에서 일반적으로 통용되는 확립된 개념과 학설, 판례를 소개하는 전반부 중 일부에 한정되고, 타인의 독창적 아이디어나 연구결과를 수반한다고 볼 수 없으며, 논문주제와 목적, 연구방법, 그리고 논문의 분석결과와 결론 등에서는 통상 석사학위논문에서 요구되는 수준을 충족하는 체계성과 독창성을 갖추고 있는 것으로 평가된다. 이상의 점을 종합적으로 고려할 때 피제보자의 연구윤리 위반이 석사학위논문의 진실성을 전면적으로 부정해야할 정도가 아니"라는 점을 분명히 하고 "피제보자의 유책성은 연구윤리진실성위원회에서 사후조치를 취할 정도에 이르지 않는다고 판단된다"고 밝혔다.
이러한 연세대학교의 결과 통보에도 불구하고 미디어워치는 권은희의 논문이 '표절'이라는 억지 기사를 내보냈으며, 기사 속에 "학위 논문의 진실성을 전면적으로 부정해야할 정도가 아니다"라는 공문을 그대로 첨부하는 모순을 보였다. 이 기사에 포함된 공문을 들여다보면, 표절이 아니라는 것을 누구든 판단할 수 있다.
2015년 1월, 7·30 재보궐 선거를 앞두고 제기된 논문 표절 의혹에 대해 허위로 해명했다는 이유로 고발되었는데, 이에 대해 검찰이 무혐의 처분했다.

### 총경 승진 누락
2014년 1월 9일 경찰청 총경 승진 인사에서 누락된 것과 관련, 정치권 및 시민단체 등에서는 "진실을 은폐하기 위한 정권의 치졸한 보복과 탄압"이라고 주장했다. 다음 날 민주당은 권 과장이 총경 승진에서 탈락한 것은 '명백한 보복성 인사'라고 지적했다. 실명 인증을 거치는 송파경찰서 홈페이지 자유게시판에는 다수의 격려 메시지가 올라왔으며, 인터넷 포털 다음 아고라의 청원 게시판에도 권은희 과장을 응원하는 청원 5개가 올라와 수만 명이 동참하는 등의 반응이 이어졌다. 경찰청 관계자는 권 과장과 함께 2005년에 특채된 사시 출신은 총 9명인데 이번에 두 명밖에 승진하지 못했다. 보통 일선 경찰서 과장 중 총경 승진이 유력한 자리는 수사과장보다는 형사과장인데 권 과장의 동기 중에 형사과장만 3명이지만 이들도 다 승진하지 못했다"며 불이익을 받았다고 볼 근거가 없다고 설명했다.

## 학력
- 조선대학교 여자고등학교 졸업
- 전남대학교 사법학과 학사
- 연세대학교 대학원 법학과 법학 석사

## 경력
- 2001 제43회 사법시험 합격(사법연수원 33기 수료)
- 2005 경정 특별채용
- 2005.10~2006.03 경기용인경찰서 수사과장
- 2006.03~2007.02 경찰청 경무기획국 법무과
- 2007.02 서울서초경찰서 수사과장
- 2009 서울서대문경찰서 수사과장
- 2010.02.01~서울마포경찰서 수사과장
- 2012.01.25~서울수서경찰서 수사과장[34]
- 2013.02.04~서울송파경찰서 수사과장[35]
- 2014.02.11~2014.06 서울관악경찰서 여성청소년과장[36]
- 2014년 7월 30일: 2014년 상반기 재보궐선거(광주 광산구 을, 새정치민주연합, 초선)
- 2015.05~2015.12 새정치민주연합 법률담당 원내부대표
- 2015.05~2015.12 새정치민주연합 원내대표 비서실장
- 2016년 4월 13일: 대한민국 제20대 국회의원 선거(광주 광산구 을, 국민의당, 재선)
- 2016.05 국민의당 정책위원회 수석부의장, 제1정책조정위원회 위원장
- 2016.07~2016.12 국민의당 비상대책위원회 위원
- 2016.12~2017.01 국민의당 광주시당 위원장 직무대행
- 2017.01~2017.08 국민의당 광주시당 위원장
- 2017.08~2018.02 국민의당 원내수석부대표
- 2018.02~2018.06 바른미래당 최고위원
- 2018.02~2018.06 바른미래당 광주시당 위원장
- 2018.09~2019.05 바른미래당 정책위원회 의장
- 2020.02 국민의당 창당준비위원회 부위원
- 2020.02~2022.04 국민의당 최고위원
- 2020.03~2020.04 국민의당 제21대 국회의원 선거 선거대책위원회 언행일치 선거대책위원회 중앙선거대책부위원장
- 2020년 4월 15일: 대한민국 제21대 국회의원 선거 당선(비례대표, 국민의당, 3선)
- 2020.05~2022.04 국민의당 원내대표
- 2021.06~2021.08: 국민의힘·국민의당 합당 추진 국민의당 측 실무협상단장
- 변호사 권은희 법률사무소

### 의정 활동
- 2014.07~2016.05 제19대 국회의원(광주 광산구 을, 새정치민주연합→무소속→국민의당, 초선)
  - 2014.08~2016.05 제19대 국회 후반기 국방위원회 위원, 간사
  - 2015.06~2016.05 제19대 국회 후반기 예산결산특별위원회 위원
  - 2015.10~2015.12 제19대 국회 후반기 운영위원회 위원
- 2016.05~2020.05 제20대 국회의원(광주 광산구 을, 국민의당→바른미래당→무소속→국민의당, 재선)
  - 2016.06~2017.07 제20대 국회 전반기 안전행정위원회 간사
  - 2017.07~2018.05 제20대 국회 전반기 행정안전위원회 간사
  - 2017.08~2018.02 제20대 국회 전반기 운영위원회 간사
  - 2018.02~2018.05 제20대 국회 전반기 운영위원회 위원
  - 2018.02~2018.05 제20대 국회 사법개혁 특별위원회 간사
  - 2018.07~2020.05 제20대 국회 후반기 행정안전위원회 간사
  - 2018.07~2018.08 제20대 국회 후반기 예산결산특별위원회 위원
  - 2018.08~2018.10 제20대 국회 후반기 예산결산특별위원회 간사
  - 2018.10~2019.04 제20대 국회 사법개혁특별위원회 위원
  - 2019.06~2019.08 제20대 국회 사법개혁특별위원회 간사
- 2020.05~2024.01 제21대 국회의원(비례대표, 국민의당→국민의힘, 3선)
  - 2020.06~2024.01: 국민미래포럼 공동대표의원
  - 2020.07~2022.05: 제21대 국회 전반기 정무위원회 위원
  - 2020.07~2024.01: 국회 ICT융합포럼 구성의원
  - 2020.07~2024.01: 국가에너지정책 포럼 구성의원
  - 2021.04~2021.04: 제21대 국회 대법관(천대엽) 임명동의에 관한 인사청문특별위원회 위원
  - 2022.07~2024.01: 제21대 국회 후반기 교육위원회 위원
    - 제21대 국회 후반기 교육위원회 법안심사소위원회 위원
    - 제21대 국회 후반기 교육위원회 청원심사소위원회 위원장

## 상훈
- 2014년: 한국여성단체연합 성평등디딤돌[37]
- 2013년: 참여연대 의인상 특별상[38]
- 2013년: 리영희재단 리영희상[39]
- 2013년: 경제정의실천시민연합 경제정의실천시민상[40]

## 같이 보기
- 김용판
- 문희상
- 광주 광산구의 국회의원
- 광산구 을
- 대한민국 제21대 국회의원 선거 국민의당 후보 목록#비례대표

## 역대 선거 결과
|  | 60.61% |

|  | 50.14% |

|  | 6.79% |

## 소속 정당
| 소속 정당 | 소속 정당      | 소속 기간 | 비고      |
| --------- | -------------- | --------- | --------- |
|           | 새정치민주연합 | 2014~2015 | 정계 입문 |
|           | 무소속         | 2015~2016 | 탈당      |
|           | 국민의당       | 2016~2018 | 창당      |
|           | 바른미래당     | 2018~2020 | 합당      |
|           | 무소속         | 2020      | 탈당      |
|           | 국민의당       | 2020~2022 | 창당      |
|           | 국민의힘       | 2022~2024 | 합당      |
|           | 무소속         | 2024~현재 | 탈당      |